# Rostislav Václavíček
Rostislav Václavíček (né le 7 décembre 1946 à Vrahovice et mort le 7 août 2022,) est un footballeur international tchécoslovaque. Il participe aux Jeux olympiques d'été de 1980, remportant la médaille d'or avec la Tchécoslovaquie.

## Biographie

### En club
Rostislav Václavíček joue en Tchécoslovaquie et en Belgique. Il évolue principalement en faveur du club tchécoslovaque du Zbrojovka Brno, et de l'équipe belge du KSC Hasselt.
Il dispute quatre matchs en Coupe d'Europe des clubs champions, et onze en Coupe de l'UEFA, sans inscrire de but. Il est quart de finaliste de la Coupe de l'UEFA en 1980 avec le Zbrojovka Brno.

### En équipe nationale
Il participe avec la sélection olympique aux Jeux olympiques d'été de 1980 organisés à Moscou. Lors du tournoi olympique, il joue deux matchs : contre le Nigeria, et la Yougoslavie.

## Palmarès

### équipe de Tchécoslovaquie
- Jeux olympiques de 1980 :
  -  Médaille d'or.

### Zbrojovka Brno
- Championnat de Tchécoslovaquie :
  - Champion : 1978.
  - Vice-champion : 1980.